# Поліщук Віктор Варфоломійович
Ві́ктор Варфоломі́йович Поліщу́к (10 жовтня 1925, Дубно, Дубенський повіт, Волинське воєводство, Польська Республіка — 17 листопада 2008, Торонто)  — канадський публіцист українського та польського походження. За наявність відвертих фальсифікацій і українофобських сентенцій у творах його називають одним із головних «фахівців з антиукраїнської істерії» у Польщі[⇨].

## Біографія
Віктор Поліщук народився 10 жовтня 1925 року в місті Дубно на Волині в мішаній українсько-польській сім'ї. Сам відзначав, що виховувався як православний, у своїх публікаціях називав себе українцем. Втім, як вбачається з його автобіографічної розповіді, Віктор Поліщук під час переселення в 1946 році у Польщу перед радянською та польською владою документально представив себе поляком. Відповідно домовленостей між радянським та польським урядами право на репатріацію у Польщу в 1946 році мали поляки.
Батько Віктора — українець Варфоломій Поліщук — під час перебування Західної України в складі Польщі обирався населенням війтом ґміни Дубно. Коли 1939 року Західна Україна увійшла до складу СРСР, Варфоломія Поліщука заарештували та стратили.
Разом із матір'ю-полькою та двома сестрами 14-річного Віктора Поліщука в квітні 1940 року виселили в Казахстан. Прорадянська польська організація «Союз польських патріотів» допомогла йому разом з родичами в 1944 році перебратись в Україну, включивши їх у списки поляків, що в цей час переїздили в Україну у сформованому цією організацією ешелоні. Від листопада 1944 року до березня 1946 року жив із сім'єю на Дніпропетровщині. 1946 року за клопотанням матері, використовуючи мамину метрику з костьолу, виїхав до Польщі.
1946 року почав навчання в Польщі, спочатку в ліцеї, далі вступив на юридичний факультет Вроцлавського університету.
Закінчивши університет, працював працівником прокуратури, прокурором в місті Явор та згодом юристом, адвокатом, про що можна взнати у розділах «Тема і автор» та  «Канадсько-американська націоналістична дійсність» його ж авторства книги «Гірка правда. Злочинність ОУН-УПА (сповідь українця)» В інтерв'ю заперечив, що коли-небудь в Польщі займав посаду прокурора
1981 року з дружиною та дітьми емігрував до Канади. Віктора Поліщука взяли на роботу технічним коректором у тижневик «Новий шлях», який виходив у Торонто під впливом ОУН (м). Там зіштовхнувся з українською націоналістичною літературою. Це підштовхнуло Віктора Поліщука до вивчення історії.

### Позиція дощо ОУН та УПА
Віктор Поліщук вважав український націоналізм різновидом фашизму. У публіцистичних роботах Віктора Поліщука стверджується співпраця ОУН обох фракцій з німецькими окупантами (за винятком періоду з березня по грудень 1943 року, коли подібної співпраці нацистів і ОУН (б), на думку історика, не існувало). Віктор Поліщук описував також тему українсько-польської різанини 1943—1945 років. Шляхом опитування власних знайомих прийшов до зовсім ненаукового висновку що знищення українців поляками  «є краплиною в морі масових мордів, яких допустилися ОУН-УПА на поляках» , всупереч масштабним цифрам десятків тисяч замордованих українців польськими боївками, визнаних навіть польськими дослідниками.
Він осуджував національну діяльність українців Холмщини під керівництвом Українського центрального комітету (УЦК) в час німецької окупації: українцям слід було спільно з поляками поборювати окупантів, а не відновлювати українське шкільництво та займатись просвітницькою роботою, що ущемлювались поляками в 2 Речі Посполитій до війни: «Це не був час на творення в Холмщині, на Підляшші чи Лемківщині українських шкіл, кооперативів, „Просвіт“ тощо.»  За його словами, культурно-просвітницька робота та заселення українців, здійснювані з дозволу німців на терені Холмщини, спричинили до росту ворожості поляків та спорадичих вбивств поляками українських діячів. Стверджував, що УЦК фінансувався з фондів Абверу. Діяльність УЦК на Холмщині, орієнтовану на задоволення культурних та духовних потреб українців, Віктор Поліщук назвав силовою українізацією Холмщини.
В оцінках боротьби ОУН-УПА з радянським режимом, він вважав, радянська держава, навіть беручи до уваги загалом її тоталітарний репресивний характер, мала право припинити незаконну діяльність ОУН-УПА, що саме вимагали закони СРСР : «Однак, і у тоталітарних державах діють закони, тому згідно давньоримського принципу — Dura lex, sed lex! — закон суворий, але він закон, його потрібно дотримуватися». Хоча у попередній праці охарактеризував нелегітимність радянської влади, осуджував її злочинну та антигуманну політику, описуючи агресію СРСР проти Польщі та злочини СРСР проти власного народу.

### Позиція щодо України та українців
Публіцистичні праці Віктора Поліщука, в яких він порівнює український націоналізм з фашизмом, здобули значної популярності у польських шовіністів. Оцінюючи в своїх працях конфліктні стосунки між українцями та поляками, здебільшого займає польську сторону, звинувачуючи українців у нелояльності до 2 Речі Посполитої. Віктор Поліщук вважає, що українці повинні були визнати свою поразку у війні з поляками 1918-19 р. та верховенство влади 2 Речі Посполитої на українських землях. У 1998 році був нагороджений Конгресом поляків Канади за заслуги перед польською культурою золотою медаллю. 
Критикував Помаранчеву революцію, вважав, що революція здійснена за сценарієм США, для того, щоб відірвати Україну від Росії. Виправдовував операцію «Вісла», називав її «захисною» та «крайньою необхідністю», яка начебто була проведена на захист польського населення від геноциду УПА.. За словами Поліщука Об'єднання українців у Польщі відігає антипольську роль.

### Смерть та поховання
Помер 17 листопада 2008 р. в Торонто. Відправа за померлим відбулася в римо-католицькому костелі в Оквілл в провінції Онтаріо, хоча він завжди наголошував на тому, що він є православним українцем.

## Критика
Роботи та методи дослідження Поліщука піддавалися критиці з боку українських і польських істориків (таких, як В. Сергійчук і Рафал Внук). На думку В. Сергійчука, роботи Поліщука ненаукові, а сам він не є істориком і ніколи не працював з архівами. В польській історіографії його зараховують до ненаукової гілки дослідників польсько-українських стосунків у роки Другої світової війни.
Багато оглядачів відзначають наявність відвертих фальсифікацій, перекручень, маніпуляцій і українофобських сентенцій в його творах. Ярослав Ісаєвич назвав його і Едварда Пруса «головними фахівцями з антиукраїнської істерії».